# Bronisław Głydziak
Bronisław Głydziak (ur. 1883 w Śladkowie Górnym, zm. 12 listopada 1908 w Łodzi) – działacz Polskiej Partii Socjalistycznej – Frakcji Rewolucyjnej, ślusarz.

## Życiorys
Pochodził z rodziny chłopskiej. W 1899 rozpoczął praktykę tokarstwa żelaznego w zgierskiej fabryce. W 1901 zamieszkał w Łodzi, gdzie pracował w fabryce oraz zainteresował się ruchem socjalistycznym. Wraz ze starszym bratem Józefem, i za jego namową, dołączył w 1904 do Polskiej Partii Socjalistycznej, gdzie był kolporterem nielegalnych publikacji oraz partyjnym poborcą składek. W 1906 przyłączył się do organizacji bojowej PPS, a po jej rozłamie dołączył do Frakcji Rewolucyjnej, w ramach której uczestniczył w zamachach na strażników carskich: w Dąbrówce, na Chojnach oraz w akcji pod Rogowem w 1906. W 1907 brał udział w napadzie na furgon pocztowy monopolu spirytusowego przy ul. Rokicińskiej w Łodzi, w ramach której dokonał zamachu bombowego. Akcja ta miała przynieść zyski na cele partyjne. W związku z donosem na niego, został aresztowany 3 września 1907 w więzieniu carskim w Łodzi przy ul. Gdańskiej 13 (ówcześnie ul. Długa). Po rocznym śledztwie sąd wojenny wydał wyrok skazujący Głydziaka na karę śmierci przez powieszenie, który wykonano 12 listopada 1908.
W 1930 pośmiertnie odznaczony Krzyżem niepodległości z mieczami „za pracę w dziele odzyskania niepodległości”.